# Palencia Sonora
Le Palencia Sonora est un festival de musique indépendante, organisé annuellement à Palencia, en Espagne. Tout au long de son existence, il compte avec la présence de groupes nationaux renommés de la scène indépendante, tels que Vetusta Morla, Los Planetas, Supersubmarina et IZAL, et de groupes internationaux tels que The Royal Concept et Monarchy.
L'événement est organisé par l'association Palencia Sonora, avec le parrainage et la collaboration de la mairie de Palencia et d'autres institutions publiques et organisations locales et régionales, dans le parque del Sotillo, situé dans un cadre boisé sur les rives du Carrión. 

## Histoire

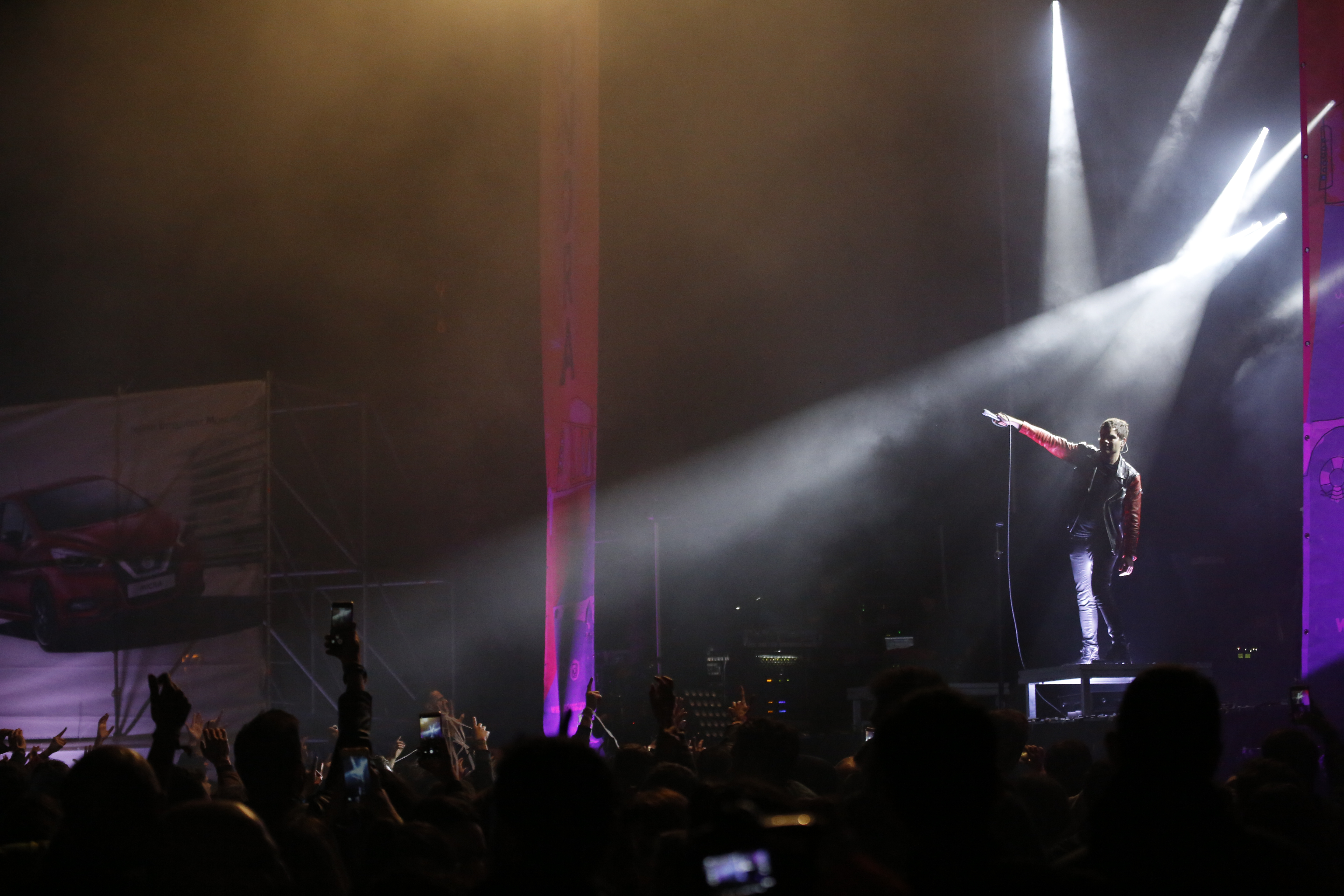
Dorian lors de l'édition 2018.

La douzième édition du festival Palencia Sonora se déroule les 29 et 30 mai et intègre pour la première fois une zone de camping pour les participants. Les groupes qui se produisent lors de l'édition 2015 sont notamment Los Enemigos, Second, León Benavente, El Columpio Asesino et Novedades Carminha.
L'édition 2016 a lieu les 10 et 11 juin dans le parc Sotillo de Palencia. Des groupes tels que Sonograma, Novedades Carminha, Izal, Monarchy, Belako, Dorian, The Royal Concept et Los Bengala,.
L'édition 2017 se déroule les 9 et 10 juin dans le parque del Sotillo, et des représentations ont également eu lieu pendant la journée sur la Plaza Mayor et sur les places de San Miguel et San Pablo. Au total, 23 groupes se produisent, dont Rinôçérôse, Quique González, Viva Suecia, Sidonie, Fuel Fandango et Amatria.
Pour célébrer le quinzième anniversaire du festival, le programme de l'événement final est étendu à quatre jours. L'édition 2018 de Palencia Sonora se déroule du 7 au 10 juin. Parmi les artistes et groupes qui se sont produits, on peut citer Lori Meyers, Deluxe, Ángel Stanich, La Maravillosa Orquesta del Alcohol, Dorian et Carmen Boza. L'édition se clôture avec plus de 12 000 spectateurs malgré les conditions météorologiques défavorables.
L'édition 2019 se tient les 6, 7, 8 et 9 juin dans le lieu habituel du parque del Sotillo pour les principales représentations du festival, et dans plusieurs lieux avec des concerts gratuits et des activités autour du centre historique de Palencia. Le festival accueille des groupes et artistes internationaux : Roosevelt, Monarchy et Instituto Mexicano del Sonido (IMS), qui, avec des artistes nationaux comme Viva Suecia, Zahara, Novedades Carminha, La Casa Azul et Iván Ferreiro, donnent plus de 30 représentations différentes.
En raison de la situation résultant de la pandémie de Covid-19, la 17e édition est annulée.
L'édition 2024 se tient les 7 et 8 juin avec des performances de Arde Bogotá, Shinova, Sexy Zebras, El Columpio Asesino, Rodrigo Cuevas, Baiuca, Queralt Lahoz, Siloé, Parquesvr et Jordana B.